# Налимов, Михаил Алексеевич

Михаил Алексеевич Нали́мов (1905 — 1976) — советский инженер, специалист в области вакуумной радиоэлектроники, лауреат Сталинской премии второй степени (1946).

## Биография
Родился 4 (17 февраля) 1905 года в селе Выльгорт (ныне Сыктывдинский район, Республика Коми).
В 1922—1928 грузчик в Госпароходстве Коми АССР. В 1929—1930 годы лесоруб Гослеспромхоза.
Учился на рабфаке (1930—1931), в 1936 году окончил МГУ имени М. В. Ломоносова. В 1936—1937 годы инженер-физик Опытного сектора ПВО РККА.
В 1937—1964 годы работал в НИИ-10: инженер-вакуумщик, старший инженер, ведущий инженер вакуумной лаборатории.
Разработчик оборудования для корабельных РЛС «Юпитер».
Умер 29 декабря 1976 года.

## Признание
- Сталинская премия второй степени (1946) — за создание РЛС
- орден Трудового Красного Знамени (1945).